# Међународна матура
Међународна матура је међународна образовна фондација која нуди квалитетне програме међународног образовања за школе широм света. Основана је 1968. године у Женеви, Швајцарска и све до 2007. године називана је Међународном организацијом матуре (енг. International Baccalaureate Organization). Циљ Међународне матуре је да код ученика развије позитиван став према учењу, да охрабри међународну свест, да олакша прелазак из једне државе (школе) у другу, да максимално припрема ученике за већину факултета у свету. Године 2008. Међународну матуру похађало је више од 651.000 ученика из 2.390 школа у 129 држава света.

## Наставни програми
Међународна матура обухвата три школска програма (курса): за основну школу (предшколски узраст и млађи разреди основне школе), за нижу средњу школу (старији разреди основне школе и прва два разреда гимназије) и за вишу средњу школу (3. и 4. разред гимназије). Школе нуде курсеве посебно или повезано, а настава је на једном од следећих језика: енглески, шпански, француски. 
1. Програм за основне школе (Primary Years Programme – PYP) за ученике између 3 и 12 година.
2. Програм за средње школе (Middle Years Programme – MYP) за ученике старости од 11 до 16 година.
3. Програм за матуранте (Diploma Programme – DP) за ученике од 16 до 19 година.

Сваки од курсева укључује наставни програм, оцењивање ученика према узрасту, професионалну обуку наставника и процес кандидатуре, ауторизације и евалуације школе. Диплома програм је један од најпрестижнијих у свету.

### Основне школе
Програм за основне школе Међународне матуре је програм трансдисциплинарног међународног образовања дизајниран да подстакне развој детета. Фокусиран на укупан развој ученика узраста од 3 до 12 година, програм обухвата њихове социјалне, физичке, емотивне и културне потребе заједно са развојем теоријских знања.
Наставни програм обухвата пет елемената: концепте, знања, вештине, ставове, акцију. Компоненте знања развијају се испитивањем кроз шест интердисциплинарних тема глобалног значаја, подржаних са шест предметних области. Наставници процењују ученичка постигнућа бирајући или дизајнирајући методе на основу резултата учења. У току и након добијања ауторизације, наставници учествују на обукама и семинарима за извођење Програма за основне школе Међународне матуре.

### Ниже средње школе
Програм за ниже средње школе је програм интердисциплинарног међународног образовања дизајнираног да помогне развој ученичких знања, разумевања, ставова и вештина потребних да би се могло активно и одговорно учествовати у мењању света. Намењен је ученицима узраста од 11 до 16 година. Школски документи штампају се на енглеском, француском, шпанском и кинеском језику, али школе могу нудити програме и на другим језицима.
Наставни програми садрже осам група предмета заједно са језгром од пет интерактивних области. Предметне групе су: 
- језик и књижевност
- учење језика (страни језик)
- физичко и здравствено васпитање
- природне науке
- уметности
- математика
- технологије
- друштво.

Интерактивне области су: 
- приступи учењу
- заједница и служба
- довитљивост
- животна средина
- здравље и социјално васпитање

### Програм за матуранте
Диплома програм, тј. програм за матуранте, захтеван је двогодишњи курс међународног образовања намењен ученицима узраста од 16 до 19 година. Настава се држи на енглеском, шпанском или француском језику. Широко је признат на већини водећих светских факултета.
Подучава да знање није само скуп чињеница. Припрема ученике за факултет и охрабрује их да:
- постављају изазовна питања;
- уче како да уче;
- развију јак осећај себе и своје културе;
- развију способност комуницирања и разумевања људи из других земаља и култура.

Наставни програм се састоји од шест група предмета заједно са језгром од три дела. Групе предмета су: први (матерњи) језик, други (страни) језик, друштвене науке, експерименталне науке, математика и информатика, уметности. Језгро чине теорија знања, матурски рад и креативност – активност – служба.

## Школе у региону
У Србији програме Међународне матуре нуде четири школе.
1. Међународна школа Београд. Независна и непрофитна организација, придружена Удружењу школа и колеџа Енглеске и Европском удружењу међународних школа. Ауторизације: Диплома програм – од априла 2005. године, Програм за средње школе – од августа 2006, Програм за основне школе – од марта 2007. године. Програми су на енглеском језику.
2. Гимназија Црњански, Београд. Приватна школа. Ауторизована за Диплома програм од фебруара 2006. године. Програм је на енглеском језику.
3. Гимназија Руђер Бошковић, Београд. Приватна школа. Ауторизована за Диплома програм од априла 2006. године. Од маја 2015. године - Школа кандидат за Програм за основне школе, од јуна 2016. године - Школа кандидат за Програм за ниже средње школе. Програми су на енглеском језику.
4. Гимназија Јован Јовановић Змај, Нови Сад. Државна школа. Ауторизована за Диплома програм од јула 2014. године. Програм је на енглеском и француском језику.
5. Гимназија „Светозар Марковић”, Ниш. Државна школа. Ауторизована за Диплома програм од 2020. године. Програм је на енглеском језику.

У Босни и Херцеговини програме Међународне матуре нуде три школе. Програми су на енглеском језику.
1. Гимназија Бања Лука, државна школа Републике Српске. Нуди Диплома прогам од јула 2006.
2. Друга гимназија Сарајево, државна школа Федерације БиХ. Диплома програм нуди од августа 2000. а Програм за средњу школу од новембра 2007.
3. Колеџ уједињеног свијета у Мостару, међународна школа. Нуди Диплома програм од септембра 2006.

У Црној Гори програме Међународне матуре нуди једна школа. Програми су на енглеском језику.
1. Међународна школа Knightsbridge Schools International Montenegro, приватна школа. Од 2010. године нуди програм за предшколско (3 до 5 година) и основношколско образовање (5 до 11 година), за који је ауторизована од стране Организације Међународне матуре. Школа ради као школа кандидат за програм за нижу средњу школу (од 11 до 16 година). 07. марта 2015. године, школа је стекла званичну ауторизацију за Диплома програм Међународне матуре. Школа ће отворити Диплома програм у септембру 2015. године. Такође је у потпуности лиценцирана од стране црногорског Министарства Просвјете као предшколска, основношколска и средњошколска образовна устранова.

## Диплома програм
То је програм за матуранте, осмишљен за ученике последње две године средњих школа, пре уласка на универзитет. У многим школама једна или две године припрема („Пре ДП“) претходе уласку у формални ДП.
По завршетку Диплома програма Међународне матуре, ученик добија диплому за упис на факултете. Овој дипломи није потребна нострификација приликом уписа на водеће светске универзитете. Број универзитета у свету који не признају Диплома програм се сваке године смањује. Листа универзитета који прихватају диплому ММ се може наћи на званичном сајту организације ММ.
Посебно у САД, Диплома програм је признат као пуноправан са нивоом образовања на колеџу, и приступање ученика са високим ММ оценама награђује се додатним кредитима за упис. У овом погледу је потпуно једнак Програму за рани улазак (Advanced Placement Program), или чак супериорнији од њега, зависно од институције вишег образовања којој се приступа.

### Курикулум
Наставни предмети су распоређени у шест група, у теменима шестоугла који обухвата језгро са још три активности ученика. Групе предмета су: матерњи језик, други језик, друштвене науке, експерименталне науке, математика и уметност. Из списка предмета организације ММ обавезна су 2 предмета: матерњи језик и математика (у неким школама је поред ових, обавезан и још један предмет), а ученик бира остале – по један из сваке групе. Током две године ученик:
- студира шест предмета из шест група;
- напише један матурски рад;
- следи курс теорије знања ;
- учествује у креативности, акцији, служби.

При томе:
- три предмета студира на вишем нивоу, са 6 часова седмично;
- три предмета студира на стандардном нивоу, са 4 часа седмично.

### Оцењивање
Оцењивање ученика је интерно и екстерно. На крају програма ученик добија завршне оцене означене бројем од 1 до 7 из сваког предмета и може бити награђен са до 3 бода за успешно урађен матурски рад и теорију знања. Матуранти могу максимално освојити 45 поена на дипломи. Потребно је минимално 24 поена за диплому, уз испуњавање свих обавеза курикулума. Ако ДП кандидати не испуне све делове програма они још увек могу добити сертификат да су похађали програм. Полагању екстерног (завршног) испита је могуће приступити још два пута, у мају или у новембру исте године или наредних година.

## Програм

#### Подручја предмета
Ученици који похађају матурски програм узимају по један предмет из сваке групе, са најмање три (али не више од четири) предмета на вишем нивоу (ВН), и најмање два (али не више од три) предмета на стандардном нивоу(СН). Предмети на вишем нивоу захтевају око 240 сати предавања током 2 године, док предмети на стандардном нивоу захтевају најмање 150 сати. Ученици могу такође изабрати мање предмета, али у том случају неће добити диплому, него добијају сертификат по мање строгим правилима.
- Група 1: Језик А1 – Матерњи језик – генерално учеников најјачи језик, и омогућен је за више од 80 језика (српски језик је такође омогућен). Студенти могу да изаберу да се сами подучавају на стандардном нивоу, ако њихов матерњи језик није подучаван у школи у овој категорији.
- Група 2: Други језик – Додатни језик, узет као А2, Б (СВ или ВН) или ab initio језик (СН). Ова група може бити замењена са другим А1 језиком.
- Група 3: Друштвене науке – историја (историја Америке, историја Европе, историја Африке, историја западне Азије, историја источне и југоисточне Азије, исламска историја, итд. су курсеви који су понуђени генерално, али не и увек – у зависности од земље у којој се испитаник налази и из које је он сам), економија, бизнис и менаџмент, географија, психологија, филозофија, информационе технологије у глобалном друштву.
- Група 4: Експерименталне (природне) науке – Предмети: физика, хемија, биологија, системи околине, и технологија дизајна.
- Група 5: Математика и информатика – Предмети су: математика (математичка подучавања (СН) (за студенте без подлоге о аритметици), математика на стандардном нивоу (СН) – одређено предзнање и владање рачунањем; математика на вишем нивоу (ВН) – 'математички методи') и напредна математика (СН) – све остале опције са вишег нивоа) и информатика – овај курс је изборан (односно, није замена за остале математичке курсеве).
- Група 6 Уметност – Предмети: визуелна уметност, музика и театар, односно позоришна уметност.

Уместо предмета из групе 6, кандидат може изабрати неки предмет из осталих група. Без обзира на избор, предмет одабран у шестој групи је само референца, као кандидатово „шесто подручје“.
Главна критика против програма јесте да наводно подстиче дискриминацију уметника, дозвољавајући већу специјализацију у осталим групама а потенцијално изостављајући предмет из 6. групе, док, с друге стране, не нуди такву опцију за оне који воле уметност. Као одбрана се износи да кандидат може да употреби својих педесет сати КАС-а да побољша посебно те делове свога знања и интересовања.
Сви предмети се оцењују екстерном и интерном оценом, укључујући завршни испит који се изводи широм света у мају (за школе на северној хемисфери) и у новембру (за школе на јужној хемисфери).
Природа интерног оцењивања зависи од природе самог предмета. Интерни радови носе од 20 до 30 процената у сваком предмету и оцењивани су од стране школског професора, а узорак од најмање пет ученичких радова из сваког предмета је оцењиван од стране модератора кога одређује организација ММ. Екстерно оцењивање се проводи од стране оцењивача одређеног од стране организације ММ.

#### Матурски рад
Ученици морају написати есеј од највише 4.000 речи (минимално 2.500 да би били оцењени, док је 3.500 препоручени минимум) из једног од предмета које слушају али не и међу-предмету (било који предмет истраживања који је у ствари могуће истражити, а није потребно да га ученик узима за испит на крају) са темом и називом који су они изабрали. Овај задатак омогућава самостално истраживање и захтева производњу разумљиво написаног папира. Сваки ученик је упућен ментору, који је обично школски професор или стручњак у том пољу, који ће пратити процес и извршити увид у квалитет коначног производа. Ако се матурски рад (иначе, скраћено ЕЕ, енгл. Extended Essay) не преда, кандидат неће моћи добити диплому.

#### КАС
КАС је скраћеница за Креативност, Акцију, Службу (Creativity, Action, Service). Сваки студент мора испунити најмање 150 сати током 2 године обављањем нечега креативног, учествовањем у спортским или другим физичким активностима, или у социјалном раду у заједници. Генерални савет за КАС јесте да се активности расподеле равномерно између креативности, акције и службе, тако да сваки део захтева 50 сати рада. По завршетку активности, ученици достављају доказе о њиховом извршењу, како би стекли право на диплому.

#### Теорија знања
Сваки студент мора завршити курсТеорије знања (енгл. Theory of Knowledge – ТоК), који циља на то да подстакне ученике на критичко размишљање и основе учења. Да би се испунили захтеви за ТЗ, диплома кандидати морају писати ТЗ есеј 1200–1600 речи на задати наслов (изабран између десет понуђених), као и презентовати свој проблем из ТЗ целом разреду на одабрану тему. Као и претходна два дела језгра, и Теорија знања је обавезна компонента диплома програма.